# Інгріда Горбуновене
Інгріда Раілайте Горбуновене (лит. Ingrida Railaitė Gorbunovienė; нар. 23 серпня 1968, Каунас, Литовська РСР) — радянська та литовська футболістка, нападниця.

## Життєпис
Футболом захопилася в жіночій футбольній секції клубу «Спортінтернат» міста Каунас — перший тренер Рамуальдас Лаврінявічюс. З 1987 по 1989 рік виступала в чемпіонаті СРСР за каунаський «Коттон» (клуб при однойменній фабриці з виробництва панчіх). У 1990 перейшла в клуб РАФ.
З 1994 виступала за клуб «Політехніка-Сіка» (раніше відомий як «Центрас», «Олімпія-Центрас», «Політехніка», «Габія-Політехніка»). Однак через втрату, «Політехнікою», статусу професіонального клубу завершила виступи.

## Досягнення
командні
- Чемпіонат Литви
  -  Чемпіон (4): 1994[2], 1994/95[2], 1996/97, 1998/99
  -  Срібний призер (2): 1995/96[2], 1997/98

- Кубок Литви
  -  Володар (4): 1994/1995, 1995, 1996, 1997/98

- Балтійська ліга
  -  Чемпіон (2): 1991[1], 1995 (у складі клубу «Жемайтія»)

- Чемпіонат Литви з футзалу серед жінок
  -  Чемпіон (4): 1997

особисті
- Найкраща босбардирка чемпіонату Литви (5): 1994, 1994/95, 1995/96, 1996/97, 1998/99

## Командна статистика
збірна
Виступи за збірну на відбіркових турнірах чемпіонатів світу та Європи
| № | Дата       | Суперник  | Матч        | Рахунок | Зіграно хвилин |
| - | ---------- | --------- | ----------- | ------- | -------------- |
| 6 | 27.06.1998 | Естонія   | Кв. ЧС 1999 | 0:3     | 90'            |
| 5 | 10.10.1997 | Чехія     | Кв. ЧС 1999 | 0:12    | 68'            |
| 4 | 07.09.1997 | Шотландія | Кв. ЧС 1999 | 0:5     | 68'            |
| 3 | 16.08.1997 | Естонія   | Кв. ЧС 1999 | 3:2     | 87', 64'       |
| 2 | 15.06.1994 | Данія     | ОЧЕ 1995    | 0:11    | 90'            |
| 1 | 13.10.1993 | Болгарія  | ОЧЕ 1995    | 1:1     | 90'            |